# Service canadien du renseignement de sécurité
Pour les articles homonymes, voir CSIS (homonymie).
Le Service canadien du renseignement de sécurité (SCRS) est le principal service de renseignements du Canada. En 1984, il a remplacé l’ancien département de sécurité de la gendarmerie royale du Canada. Depuis 2001, sa priorité est de protéger les Canadiens contre les menaces terroristes. L'organisme est créé et régi par la Loi sur le SCRS.
Le SCRS est dirigé par un directeur qui dépend directement du ministre de Sécurité publique Canada. Le service est basé à Ottawa en Ontario.

## Histoire

### Détachement de la GRC
Avant 1984, le renseignement de sécurité au Canada relevait de la Gendarmerie royale du Canada (GRC). Cependant, dans les années 1970, il y a eu des allégations selon lesquelles le Service de sécurité de la GRC - prédécesseur du SCRS - avait été impliqué dans de nombreuses activités illégales. À la suite de ces allégations, en 1977, le juge David Macdonald a été nommé pour enquêter sur les activités du Service de sécurité de la GRC. L'enquête qui en a résulté, connue sous le nom de Commission McDonald, a publié son rapport final en 1981, sa principale recommandation étant que le travail de renseignement de sécurité soit séparé des services de police et qu'un service de renseignement civil soit créé pour prendre la relève du Service de sécurité de la GRC.
Le 21 juin 1984, le SCRS a été créé par une loi du Parlement. Au moment où il a également été décidé que les activités de cette nouvelle agence, le Service canadien du renseignement de sécurité, devraient être soumises à l'approbation judiciaire des mandats et à un examen général par un nouveau comité, le Comité de surveillance des activités de renseignement de sécurité (CSARS), ainsi que le bureau de l'inspecteur général (qui a été dissous en 2012). Son existence de facto a commencé le 16 juillet sous la direction de Thomas D'Arcy Finn (en).
Au début, le rôle principal du SCRS était de lutter contre les activités de divers services de renseignement étrangers opérant au Canada. Par exemple, il a mené des enquêtes sur l'espionnage économique impliquant des opérations chinoises dans tout le Canada. Bien que la menace posée par les services de renseignement étrangers demeure toujours, depuis le 11 septembre le SCRS s'est de plus en plus concentré sur la menace que représente les activités terroristes pour la sécurité canadienne et ses citoyens, ce qui a conduit aux cas mémorables de Maher Arar et Omar Khadr.

### Création du programme d’armes à feu et élargissement des zones d’usage à l’étranger
Avant 2007, les employées du SCRS pouvait posséder une arme à feu uniquement en Afghanistan. De plus, l’armement et la formation des employés déployés du SCRS étaient la responsabilité des Forces canadiennes. En 2008, une combinaison de circonstances et de planification délibérée ont poussé le SCRS à gérer à l’interne la responsabilité de l’armement de ses employés. Le SCRS a lancé son propre programme d’armes à feu, y compris l’élaboration d’une nouvelle politique et formation liée précisément aux armes à feu. L’agence a jeté les bases de sa propre équipe de soutien opérationnel armée. À partir de là, les employés du SCRS envoyés en Afghanistan recevaient des modules de formation sur les armes à feu du Service, étaient encadrés par une série de politiques connexes et recevaient des armes du Service. Peu après cela, le CSARS (en) a décidé de réaliser un examen des processus décisionnels du SCRS à l’étranger, ce qui incluait son utilisation des armes à feu en Afghanistan. Ce qui a mené à l’expansion de l’utilisation des armes à feu par le Service au-delà de l’Afghanistan est la tenue d’activités accrues dans des EOD c’est-à-dire des environnements opérationnels dangereux.

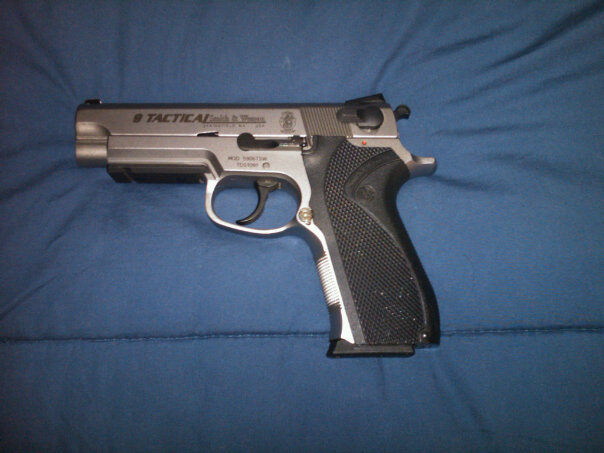
Le Smith & Wesson Model 5906 est un modèle d’arme à feu qu’utilisait les agents du SCRS à l’étranger

### Extension du mandat
À la suite de la fusillade au Parlement du Canada, le 22 octobre 2014, le gouvernement Harper (conservateur) au pouvoir, veut renforcer la sécurité nationale du pays contre les menaces terroristes. En adoptant la loi antiterroriste (C-51), il donne au SCRS le pouvoir d’écoute électronique, de saisies, de perquisitions, de sabotage et de détentions préventives d’une durée maximale de sept jours sans accusation. Le SCRS qui est à la base uniquement un service de renseignement et de surveillance prend dès lors la forme d’un service opérationnel.

## Structure

### Rôle et mandats
Le Service canadien du renseignement de sécurité est l'organisme civil responsable du  renseignement en matière de sécurité au Canada. Il est régi par la Loi sur le SCRS. Son rôle principal est de conseiller le gouvernement du Canada et de lui fournir des rapports au sujet des menaces à la sécurité du pays.
Selon la Loi sur le SCRS, les « menaces envers la sécurité du Canada » incluent les activités suivantes :
- l'espionnage ou le sabotage visant le Canada ou préjudiciables à ses intérêts, ainsi que les activités tendant à favoriser ce genre d'espionnage ou de sabotage
- les activités influencées par l'étranger qui touchent le Canada ou s'y déroulent et sont préjudiciables à ses intérêts, et qui sont d'une nature clandestine ou trompeuse ou comportent des menaces envers quiconque
- les activités qui touchent le Canada ou s'y déroulent et visent à favoriser l'usage de la violence grave ou de menaces de violence contre des personnes ou des biens dans le but d'atteindre un objectif politique, religieux ou idéologique au Canada ou dans un État étranger
- les activités qui, par des actions cachées et illicites, visent à saper le régime de gouvernement constitutionnellement établi au Canada ou dont le but immédiat ou ultime est sa destruction ou son renversement, par la violence

La Loi sur le SCRS précise que les activités licites de défense d'une cause, de protestation ou de manifestation d'un désaccord qui n'ont aucun lien avec les activités mentionnées ne constituent pas des « menaces envers la sécurité du Canada ».
Depuis 2001, la principale priorité du SCRS est la protection du public canadien contre le terrorisme. En effet, lors de la Commission Arar tenue au milieu des années 2000, le directeur du SCRS, Ward Elcock (en), a déclaré, dans son témoignage, qu'environ les deux tiers des ressources du service sont dédiées au contre-terrorisme.
Les domaines prioritaires pour lesquels le SCRS effectue des enquêtes et des rapports sont le terrorisme, l'extrémisme religieux, la prolifération des armes de destruction massive, l'espionnage, les activités influencées par l'étranger, les activités criminelles transnationales, les menaces envers la sécurité de l'information ainsi que le filtrage et les évaluations de sécurité.
Les sources d'informations du SCRS incluent le public, les gouvernements étrangers et leurs organismes, les sources humaines, l'interception des télécommunications et la surveillance électronique de personnes ou de lieux ciblés, les autres organismes gouvernementaux canadiens ainsi que les sources ouvertes.
Le SCRS gère le Programme de filtrage des demandes d'immigration à l'étranger dans le cadre duquel il mène des entrevues et des enquêtes de sécurité afin de faire des recommandations au sujet de l'admissibilité de demandeurs d'immigration.

### Fondements juridiques des activités des employés du SCRS armés dans les EOD
Le Service affirme que les obligations en vertu du Code canadien du travail s’appliquent à l’étranger, ce qui oblige le SCRS à assurer la sécurité des employés dans tous ces lieux de travail. C’est aussi l’explication utilisée pour justifier le port des armes à feu dans les environnements opérationnels dangereux. Selon le Comité, cependant, la sagesse et la nécessité de cette décision ne peuvent pas être complètement justifiées par la simple affirmation selon laquelle le Code canadien du travail exige que des armes soient utilisées pour assurer la sécurité des employés dans les milieux de travail.
En effet, les répercussions de cette décision sont beaucoup plus importantes, y compris au moment de savoir de quelle façon l’armement des employés pourrait avoir une incidence sur les relations internationales et la façon dont la culture organisationnelle du SCRS pourrait changer au fil du temps.

### Collaboration
Selon l'article 17 de la Loi sur le SCRS, ce dernier peut collaborer avec des États étrangers et leurs institutions sous l'approbation du ministre de Sécurité publique Canada et la consultation du ministre d'Affaires mondiales Canada. Il peut toutefois accepter de l'information fournies par des États étrangers sans approbation.
Le SCRS a fréquemment collaboré avec la CIA.
Les relations avec d'autres pays sont assurées par des agents de liaison. Le SCRS a plusieurs agents de liaison, mais leurs emplacements est une information classifiée, à l'exception de ceux à Paris en France, à Washington aux États-Unis et à Londres en Grande-Bretagne.
Sur le plan national, le SCRS collabore étroitement avec le Commandement des Forces d'opérations spéciales du Canada (Forces canadiennes) et le Centre de la sécurité des télécommunications, tous deux sous le Ministère de la Défense nationale ; il entretient aussi des relations avec la Gendarmerie royale du Canada, bien que ces relations aient déjà été tendues par le passé (notamment avec l'affaire d'Air India).[réf. nécessaire]

## Directeurs
| Portrait | Directeur                   | Année(s) de service |
| -------- | --------------------------- | ------------------- |
|          | Ted Finn (en)               | 1984-1987           |
|          | Reid Morden (en)            | 1988-1992           |
|          | Ray Protti (en)             | 1992-1994           |
|          | Ward Elcock (en)            | 1994-2004           |
|          | Dale Neufeld (en) (Intérim) | 2004                |
|          | Jim Judd (en)               | 2004-2009           |
|          | Richard Fadden              | 2009-2013           |
|          | Michel Coulombe             | 2013-2017           |
|          | Jeffrey Yaworski (Intérim)  | 2017                |
|          | David Vigneault (en)        | 2017-2024           |
|          | Vanessa Lloyd (Intérim)     | 2024                |
|          | Daniel Rogers               | 2024-               |

## Opérations

### Affaire Omar Khadr
En 2002, Omar Khadr, un jeune adolescent de citoyenneté canadienne, est accusé d’avoir lancé les grenades qui ont entraîné la mort du sergent américain Christopher Speer et qui ont rendu le sergent Layne Morris aveugle d’un œil. Il est arrêté par l’armée américaine et transféré à Guantánamo. Le gouvernement canadien s’oppose d’abord au transfert d’Omar Khadr au camp de Guantánamo. Il fait aussi pression sur le gouvernement américain pour qu’il reconnaisse son statut de mineur, mais les Américains ignorent les demandes du Canada. La situation d’Omar Khadr se complique à la suite de la diffusion, en mars 2004, d’un documentaire de la CBC dans lequel sa mère et sa sœur, qui résident à Toronto, expriment des points de vue favorables à Al-Qaïda et critiques à l’égard du Canada.
Au début de 2003, puis en 2004, les autorités canadiennes du renseignement sont autorisées à interroger Omar Khadr à Guantánamo à condition qu’elles partagent les renseignements obtenus avec les Américains qui se préparent à le poursuivre en justice. Les autorités canadiennes acceptent les conditions. Dans le but de réduire la résistance d’Omar Khadr avant son interrogatoire, les Américains le privent de sommeil en l’obligeant à constamment changer de cellule. Le Comité de surveillance des activités de renseignement de sécurité (en), un organe de surveillance des services de renseignement, soutient que l’agence d’espionnage canadienne a abandonné Omar Khadr en refusant de reconnaître qu’il était mineur et en ne croyant pas à ses allégations répétées de mauvais traitements lorsqu’il était aux mains des Américains.

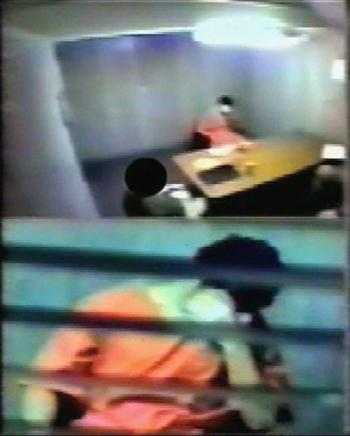
Interrogatoire d'Omar Khadr par un agent du SCRS dans la prison de Guantánamo à Cuba.

En 2008, la Cour suprême du Canada, en dépit des objections du gouvernement canadien, ordonne au gouvernement de lui remettre les vidéos des interrogatoires d’Omar Khadr. En 2010, des documents rendus publics par WikiLeaks, une organisation privée spécialisée dans la divulgation de secrets, révèlent que le gouvernement canadien avait décidé de ne pas demander le rapatriement d’Omar Khadr, même si d’autres gouvernements occidentaux dont des citoyens se trouvent au camp de Guantánamo ont fait de telles demandes. Toujours selon les câbles diffusés par WikiLeaks, le directeur du Service canadien du renseignement de sécurité (SCRS) aurait déclaré que la publication des vidéos des interrogatoires d’Omar Khadr mènerait à « de l’antiaméricanisme viscéral » et créerait « une crise d’indignation, une spécialité canadienne ». En janvier 2010, la Cour suprême tranche à nouveau en défaveur du gouvernement en déclarant que les interrogatoires de Guantánamo ont violé les droits constitutionnels d’Omar Khadr. La cour, concluant que les agents du SCRS qui ont pris part aux interrogations ont « contrevenu aux normes canadiennes les plus élémentaires quant aux traitements à accorder aux suspects adolescents détenus », interdit aux autorités canadiennes toute interrogation future. La cour refuse cependant d’exiger le rapatriement d’Omar. Conséquemment, Ottawa demande aux États-Unis de ne pas utiliser les preuves recueillies pendant les interrogatoires dans leur poursuite contre Omar Khadr.

### Opération du 2 juin 2006
Le 2 juin 2006, le SCRS aide la GRC et différents corps policiers provinciaux à arrêter 18 personnes dont 4 mineurs au cours d'une importante opération antiterroriste menée dans la grande région de Toronto. Le SCRS et la GRC surveillait les 18 suspects depuis 2004. Le FBI les ont notamment fourni plusieurs renseignements. Le SCRS ainsi que d’autres forces de l’ordre auraient ainsi déjoué plusieurs attentats dans la province d’Ontario et un assaut au parlement du Canada. L’affaire est aussi connue sous le nom de « Complot terroriste au Canada en 2006 ».

## Controverses

### Manipulation des tribunaux
À plusieurs reprises, le SCRS a fait de fausses déclarations devant les tribunaux. En 2013, le Service canadien du renseignement de sécurité (SCRS) fut sanctionné par le juge fédéral Richard Mosley pour avoir délibérément induit en erreur la Cour suprême du Canada afin de permettre à des services de renseignement étrangers d’espionner des Canadiens hors du pays, un acte illégal selon la loi canadienne.
Le SCRS est aussi impliqué dans de nombreux cas où des preuves furent mal gérées ou omises devant les tribunaux,. Par exemple, en 2009, le Toronto Star a révélé que le service n'a pas indiqué que ses informateurs, qui collectaient des informations sur des cibles, pouvaient mentir ou avaient raté le test du détecteur de mensonge. Le SCRS est également critiqué par deux tribunaux canadiens pour avoir détruit des preuves d'écoute électronique relatives à l’attentat du Vol 182 d’Air India.

### Cafouillage
En 1999, plusieurs documents confidentiels ont été volés dans la voiture d’un employé du SCRS qui assistait à un match des Maple Leafs de Toronto. Le Comité de surveillance des activités de renseignement de sécurité a mené une enquête sur l’incident,.
L’avocat expert en sécurité nationale au Canada, Barbara Jackman, qualifiait en 2006 les recherches du SCRS de « bâclées » et affirmait que ses officiers était « susceptibles d'être bornés ».

### Financement d’organisations occultes
De 1988 à 1994, l’informateur Grant Bristow a infiltré un groupe canadien militant pour la suprématie blanche. Au moment où cette information était rendue publique, le Toronto Sun soulevait que Bristow était l’un des fondateurs du Heritage Front (en) et qu’il avait acheminé les fonds du SCRS vers le groupe.

### Soutien à la torture
Le 31 mars 2009, le conseiller juridique du SCRS Geoffrey O'Brian a déclaré devant le Comité de surveillance des activités de renseignement de sécurité que le SCRS utiliserait des informations obtenues par l’usage de la torture s’il pensait prévoir un attentat tel que celui du 11 septembre 2001 ou celui du Vol 182 d’Air India. Le directeur du SCRS à l’époque, Jim Judd, a témoigné deux jours plus tard devant le même comité en disant que M. O'Brian « a pu être confus » et « s’avancer sur des situations hypothétiques », en plus de remettre au comité une lettre pour clarifier la situation. Jim Judd a pris sa retraite deux semaines plus tard, cinq mois avant la fin de son mandat.

### Discrimination envers la communauté musulmane du Canada
L’avocat Faisal Kutty déclare dans le magazine mensuel américain CounterPunch que le SCRS fait usage de tactiques agressives en « apparaissant à la maison ou au lieu de travail sans préavis, en parlant avec les employeurs, en offrant de l’argent et des faveurs contre des informations, en intimidant et en menaçant les nouvelles recrues, en posant des questions sur des organisations spécifiques ou des individus, en enquêtant sur la religiosité d’une personne et en décourageant les victimes de faire appel à un avocat ». La discrimination est tellement grave que le Conseil canadien des relations américaines islamiques a distribué près de 30000 guides "Faites Valoir vos droits" et organisé 27 ateliers partout au Canada pour enseigner la marche à suivre face au SCRS et à la Gendarmerie royale du Canada.

### Accueil de la loi C-51
La Loi C-51 est une loi édictant une douzaine de lois du Canada et donnant plus de pouvoirs au SCRS. Cette loi et le nouveau mandat du service a divisée le parlement canadien ainsi que la population. Certains députés n’étaient pas d’accord avec ce projet de loi car ils n’y voyaient pas de lien commun entre ces lois. Quant à la population canadienne, elle croit que plusieurs de ces lois briment certains droits de la Charte canadienne des droits et libertés notamment celle qui mentionne les garanties juridiques.

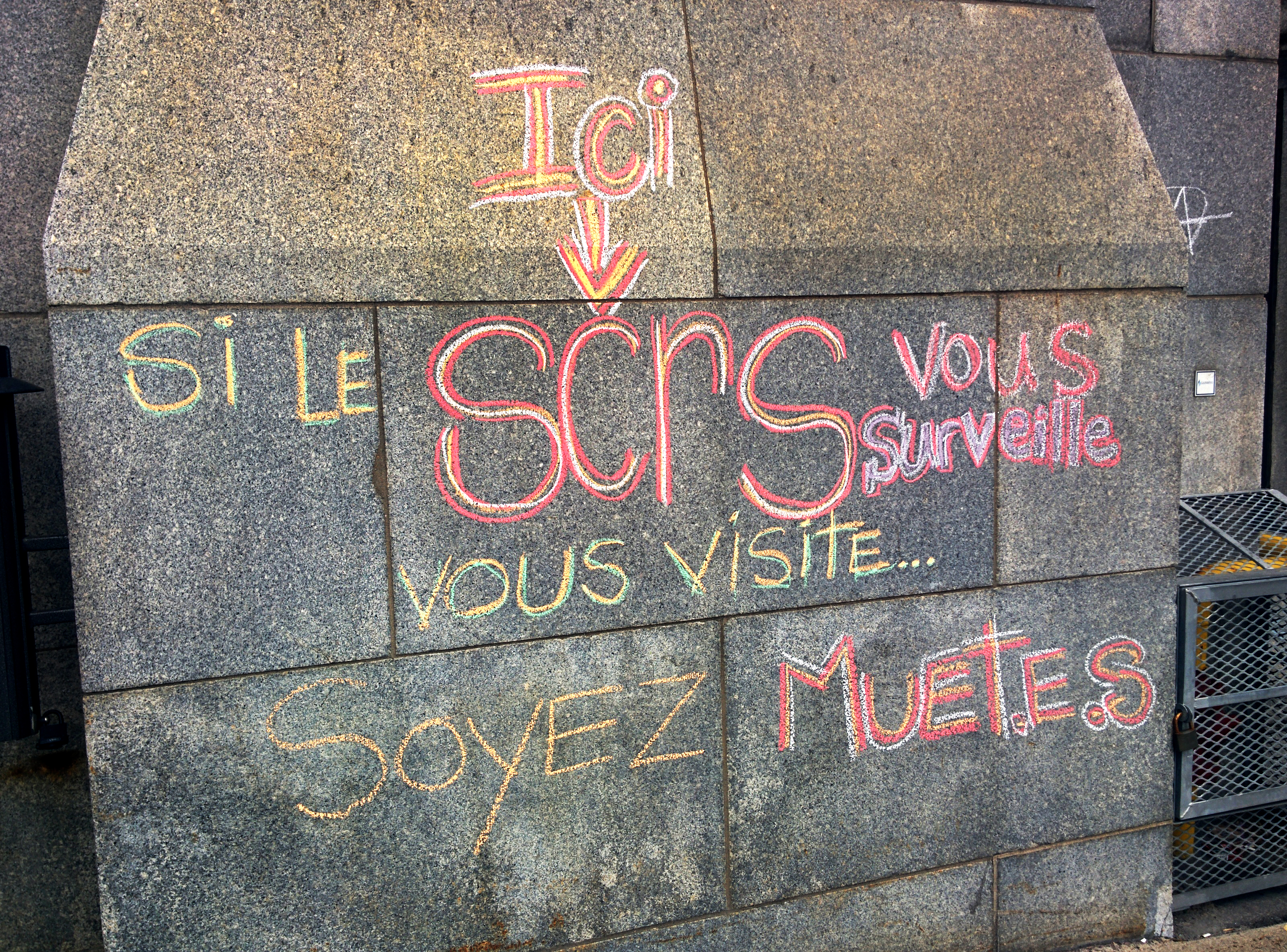
Mur de l'édifice vandalisé au QG du SCRS à Montréal.

Le 23 février 2015, le projet de loi C-51 a été adopté à la Chambre des Communes du Canada grâce à la majorité du parti conservateur à la chambre et à l’appui des libéraux.

### Ingérence étrangère
Le SCRS a fait face à des critiques et controverses concernant sa gestion des renseignements sur l’ingérence étrangère, particulièrement en lien avec la Chine. Certains documents internes ont révélé que les informations sur des tentatives d’influence lors des élections de 2019 et 2021 n’auraient pas été communiquées en temps opportun aux autorités politiques, suscitant des débats sur une possible sous-estimation de la menace,. Des anciens cadres du SCRS ont aussi pointé des limites dans les capacités du service à répondre aux menaces complexes et à partager des informations avec le public, ce qui a mené à des accusations de manque de transparence et de coordination avec les autres agences de sécurité et partenaires internationaux.

## Culture populaire
Une agente du SCRS apparaît dans la dernière scène du célèbre film 007: Quantum of Solace. Elle est interprétée par l’actrice Stana Katic.

007: Quantum of Solace